# RENFE serie 353
De RENFE serie 353 (van oorsprong de T-3000) is een dieselhydraulische locomotief van Krauss-Maffei voor expresstreinen in Spanje.